# Carcelia tertia
Carcelia tertia là một loài ruồi trong họ Tachinidae.